# Matroneum

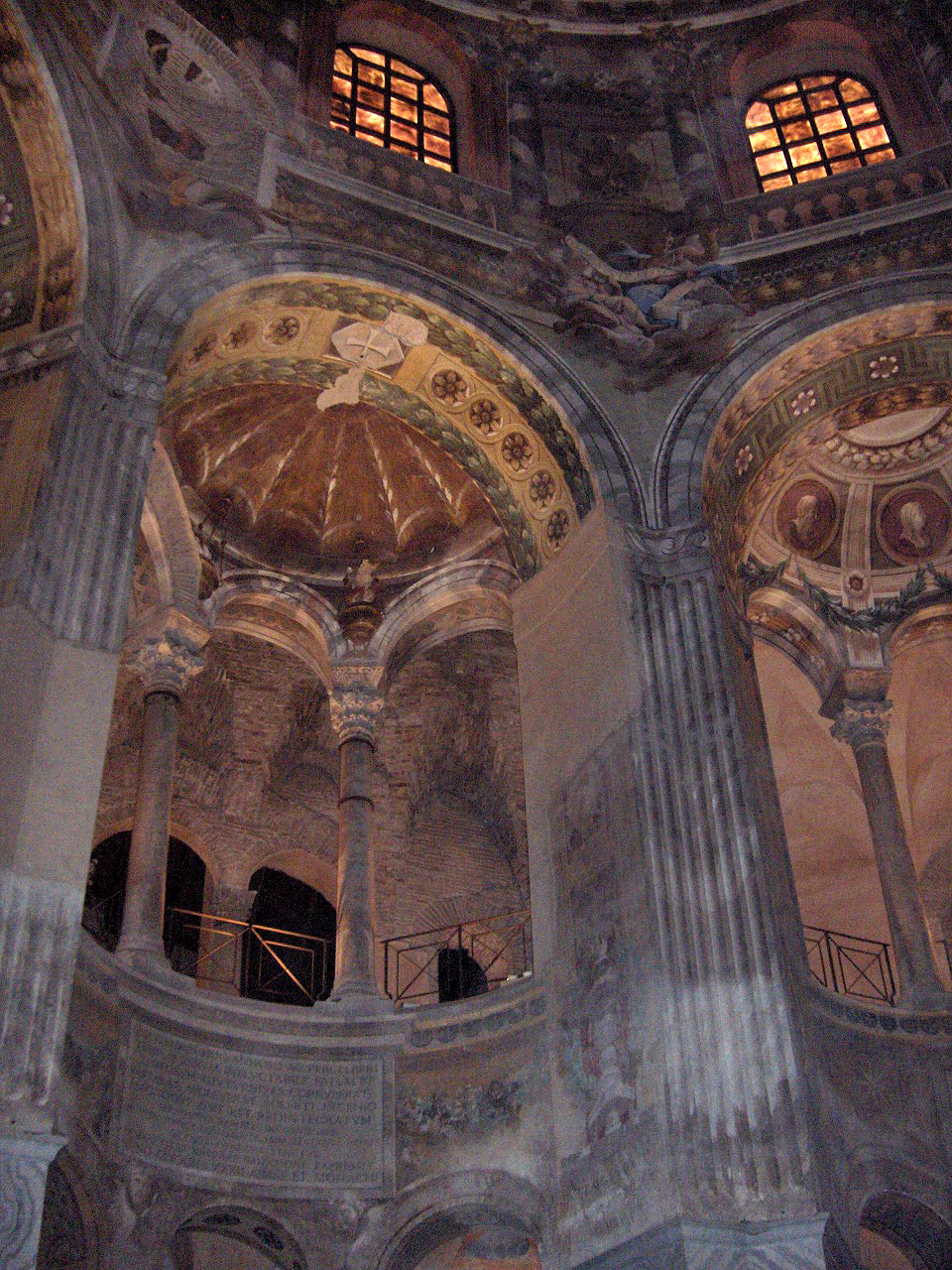
Matroneum in de basiliek van San Vitale in Ravenna

Een matroneum (ook wel matronaeum; meervoud: matronea of matronaea) is een balkon of verhoogde galerij aan de binnenkant van een vroegchristelijk (kerk)gebouw, waar vrouwen plaats konden nemen. De naam is dan ook afgeleid van het Latijnse woord matrona.
Sommige wetenschappers, zoals Valerio Ascani, hoogleraar middeleeuwse kunstgeschiedenis aan de Universiteit van Pisa, zijn van mening dat matronea voor alle personen waren, hoewel mannen en vrouwen in veel kerken gescheiden zaten. 
In veel vroegchristelijke bouwwerken werd een matroneum gebouwd. Voorbeelden zijn de 4e-eeuwse Sint-Laurensbasiliek in Milaan, de Oude Sint-Pietersbasiliek in Rome en de basiliek van San Vitale in Ravenna.
In latere middeleeuwse kerken verloren matronea hun functie. Ze werden nog wel gebouwd als architectonisch stijlelement, dan meestal aangeduid als emporium. 